# 北陸大学ラグビーリーグ
北陸大学ラグビーリーグ（ほくりくだいがくラグビーリーグ）とは、北陸地方の大学ラグビー部（大学生チームによるラグビーユニオン競技を行う運動部）の競技団体（リーグ）のことである。

## リーグ構成
現在は6校により1回戦の総当りを実施。優勝校は大学選手権の関西第5代表決定戦の予備選である東海北陸地区代表決定戦に出場する権利を有しているが、東海学生リーグとの実力差を考慮し、全国地区対抗の東海北陸地区代表決定戦への出場を選択している。

## 所属校
※データは2015年度開始時点。
金沢大学、富山大学、福井大学医学部、金沢大学医学部、富山大学医薬学部、金沢工業大学